# Massacres de Tinabaw et Tabangout-Tissalatatene
Les massacres de Tinabaw et Tabangout-Tissalatatene ont lieu les 11 et 12 décembre 2018, pendant la guerre du Mali. Ils sont commis dans des campements touaregs, près de la ville de Ménaka.

## Prélude
Depuis le début de l'année 2018, le sud de la région de Ménaka, près de la frontière avec le Niger, est une des principales zones d'affrontements au Mali,. Celle-ci est alors le théâtre de combats entre d'une part le Mouvement pour le salut de l'Azawad (MSA) et le Groupe autodéfense touareg Imghad et alliés (GATIA), soutenus par l'armée malienne et l'armée française, et de l'autre l'État islamique dans le Grand Sahara. Cependant ces affrontements se doublent d'un conflit communautaire, le MSA et le GATIA étant principalement composés de Touaregs, tandis que les combattants de l'État islamique dans le Grand Sahara sont en majorité des Peuls.

## Déroulement
Dans la nuit du 11 et la matinée du 12 décembre, plusieurs hommes armés attaquent les campements de Tinabaw et de Tabangout-Tissalatatene, situés à une vingtaine de kilomètres au sud de Ménaka,. Selon le MSA, les assaillants arrivent avec plus de 20 motos, tandis que la CMA évoque un groupe de 9 à 12 individus. Plusieurs dizaines de civils touaregs appartenant à la tribu des Daoussahak sont massacrés,. La tuerie dure une heure. Les assaillants mettent le feu à la brousse et à deux véhicules, puis ils se replient en direction du Niger,.
L'attaque est commise par des Peuls. Elle n'est pas revendiquée, mais les djihadistes de l'État islamique dans le Grand Sahara, actifs dans la région, sont suspectés,.

## Bilan humain
Dans son communiqué, le MSA affirme que le massacre a fait 47 morts et 3 blessés,. La CMA donne un bilan identique. L'attaque est également confirmée à l'AFP par des élus locaux qui évoquent entre une vingtaine et plusieurs dizaines de morts. Un des élus de Ménaka déclare cependant déplorer le fait que les corps aient été enterrés par les combattants du MSA avant l'arrivée de l'armée malienne et affirme « craindre une manipulation des chiffres »,. Nanout Kotia, le maire de la ville de Ménaka, donne quant à lui un bilan de 43 morts le 13 décembre. Le 18 décembre, Human Rights Watch donne pour sa part un bilan de 45 à 47 morts et indique que toutes les victimes sont des hommes et des garçons âgés de 10 à 80 ans.

## Réactions
L'attaque est condamnée le 13 décembre par la MINUSMA qui annonce le déploiement d'une équipe spéciale pour mener une enquête,. Elle appelle également « les autorités maliennes à enquêter sur ces incidents et à traduire les responsables en justice ».